# Falaise d'Oucherotte
Oucherotte est un hameau faisant partie de la commune de Bligny-sur-Ouche dans le département de la Côte-d'Or.
Le site comporte une falaise calcaire, dominant la vallée de l’Ouche, au nord du hameau.

## Statut
Le site est classé Zone naturelle d'intérêt écologique, faunistique et floristique de type I, sous le numéro régional no 10040000  et est protégé par un Arrêté de protection de Biotope visant à la préservation des sites de nidification du faucon pèlerin.

## Oiseaux
Les falaises sont un site de nidification du Faucon pèlerin.